# Mutnofret
Mutnofret byla staroegyptská královna pocházející z počátku 18. dynastie. Byla manželkou faraona Thutmose I. a matkou Thutmose II.
Na základě jejích titulů „královská dcera“ a „královská sestra“ se předpokládá, že mohla být dcerou prvního vládce 18. dynastie Ahmose I. a sestrou Amenhotepa I. Mutnofret však nebyla hlavní manželkou Thutmose I., neboť tuto roli plnila královna Ahmose.
Zmínka o ní byla objevena v zádušním chrámu v Dér el-Bahrí, který nechal postavit její vnuk Thutmose III., na stéle nalezené v Ramesseu a na kolosu jejího syna. Její socha, kterou pro ní nechal postavit její syn Thutmose II., byla nalezena ve Wadžmosově kapli, což naznačuje, že za jeho vlády byla stále naživu.
Její jméno v překladu znamená „Mut je krásná“.